# Равногорци
Равногорци је документарни филм из 1993. године у режији Драган Тепавчевић о припадницима равногорског покрета и њиховој улози у Други свијетски рат.

## О филму

### Продукција
Продукција филма је почела 1993. године. Филм је сниман на неколико локација у четири наврата, највише у Србији , али и у селу недалеко од Добрунског манастира код Вишеграда гдје је ухапшен Драгољуб Михаиловић. То је један од ријетких пројеката документарног програма када је Тепавчевић имао мало више времена за рад. Постоје назнаке да је овај филм рађен новцем дијаспоре, односно српских политичких емиграната који су живјели у САДу и Канади.